# Sinan Kurumuş
Sinan Kurumuş (* 2. August 1994 in İnegöl) ist ein türkischer Fußballspieler.

## Karriere
Kurumuş begann mit dem Vereinsfußball in der Jugendabteilung seines Heimatvereins İnegölspor. Hier wurde er von den Talentjägern Fenerbahçe Istanbuls gescoutet und in deren Jugendabteilung geholt. Nach einem Jahr wechselte er dann in die Jugend von MKE Ankaragücü. Dieser Verein verlor wegen großen finanziellen Problemen einen Großteil seiner Profispieler im Laufe der Saison 2011/12 und musste diesen Verlust durch die Spieler aus der Reserve- bzw. Jugendmannschaft ausgleichen. In diesem Zusammenhang erhielt auch Kurumuş im Frühjahr 2012 einen Profi-Vertrag und wurde Teil des Profiteams. Bis zum Saisonende absolvierte er fünf Erstligapartien.
In der Winterpause 2012/13 verließ er Ankaragücü und unterschrieb einen Fünfjahresvertrag bei Beşiktaş Istanbul. In den letzten Wochen der Sommertransferperiode 2013 wurde er an den Zweitligisten Boluspor ausgeliehen. Zur Winterpause kehrte er zu Beşiktaş zurück und wurde für die Rückrunde an den Zweitligisten Kahramanmaraşspor ausgeliehen. Bereits zwei Monate später löste er seinen Vertrag mit Kahramanmaraşspor auf und kehrte zu Beşiktaş zurück. Nach seiner Rückkehr wurde er allerdings im Mannschaftskader nicht geführt.

## Erfolge
Mit Hatayspor
- Meister der TFF 2. Lig und Aufstieg in die TFF 1. Lig: 2017/18